# Kanton Béziers-4
Béziers-4 is een voormalig kanton van het Franse departement Hérault. Het kanton maakte deel uit van het arrondissement Béziers. Het werd opgeheven bij decreet van februari met uitwerking op maart 2015.

## Gemeenten
Het kanton Béziers-4 omvatte de volgende gemeenten:
- Béziers (deels, hoofdplaats)
- Sauvian
- Sérignan
- Valras-Plage
- Vendres